# Beethovenhalle

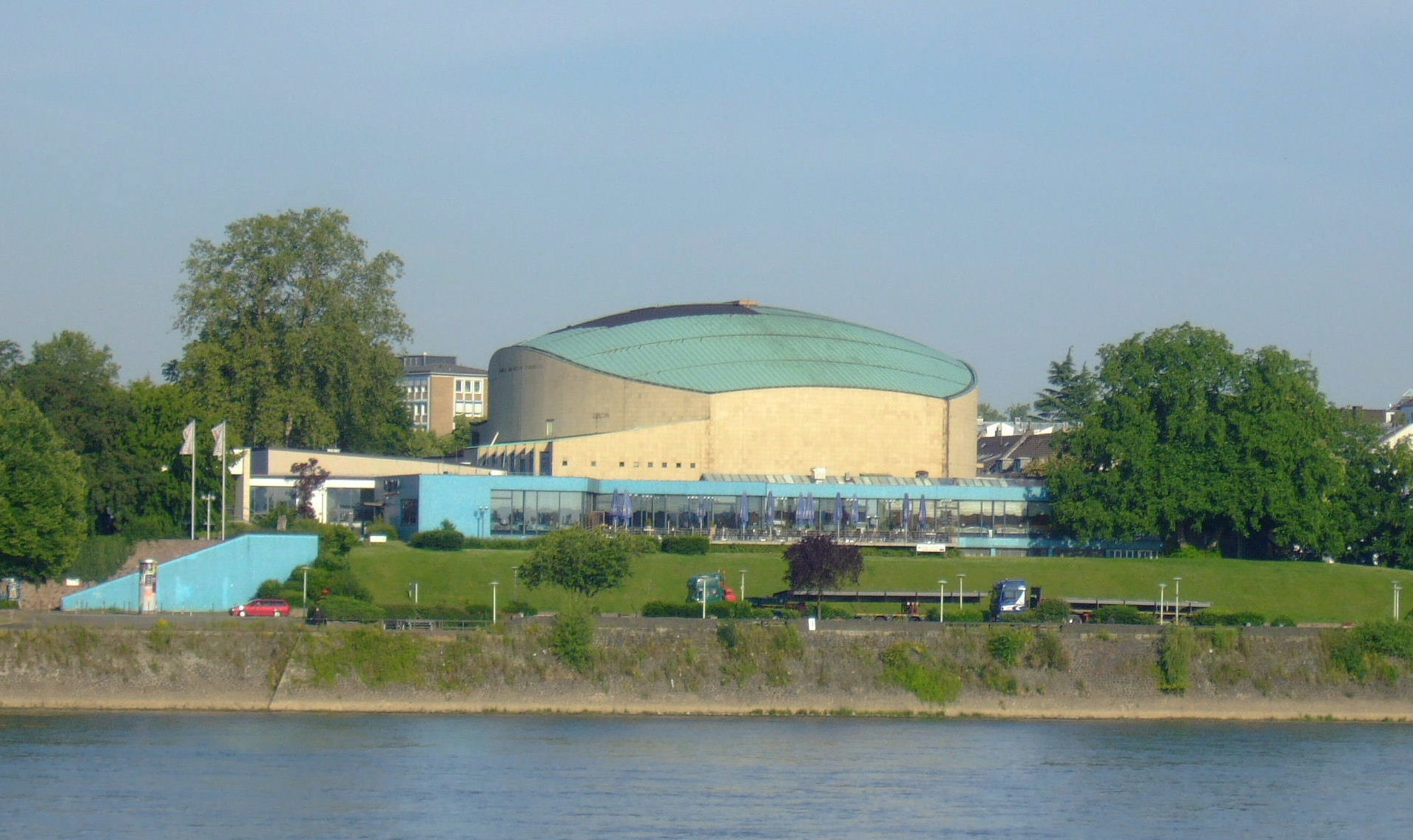
Vista exterior de la sala

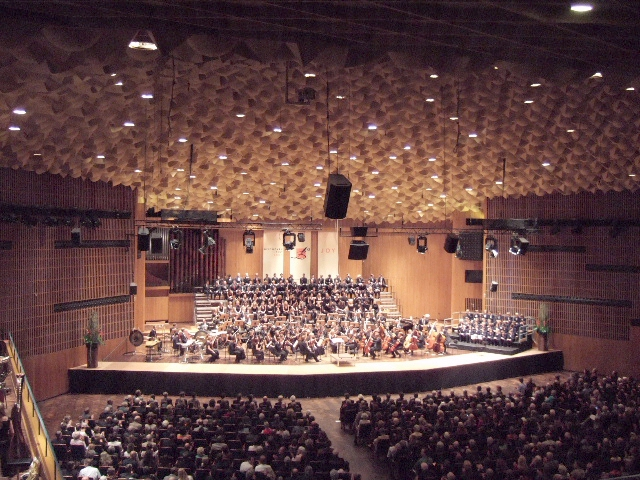
Vista interior de la sala

Beethovenhalle es la sala de conciertos de Bonn, ciudad nativa de Beethoven en Alemania.
El original de madera construido en 1845 fue inaugurado por Franz Liszt y destruido durante los bombardeos en la Segunda Guerra Mundial en 1944.
Diseñado por Siegfried Wolske, el moderno auditorio fue abierto en 1959 y renovado entre 1985-97.
El complejo encierra tres salas para 1980, 487 y 240 espectadores respectivamente.